# Condado de Marshall (Minnesota)
El condado de Marshall (en inglés: Marshall County), fundado en 1879 y con nombre en honor al gobernador William Rainey Marshall, es un condado del estado estadounidense de Minesota. En el año 2000 tenía una población de 10.155 habitantes con una densidad de población de dos personas por km². La sede del condado es Warren.

## Geografía
Según la oficina del censo el condado tiene una superficie total de 4695 km² (1812,7 mi²), de los que 4590 km² (1772,2 mi²) son tierra y 105 km² (40,5 mi²) (2,24%) son agua.

### Condados adyacentes
- Condado de Kittson - norte
- Condado de Roseau - norte
- Condado de Beltrami - este
- Condado de Pennington - sur
- Condado de Polk - sur
- Condado de Grand Forks, Dakota del Norte - suroeste
- Condado de Walsh, Dakota del Norte - oeste
- Condado de Pembina, Dakota del Norte - noroeste

### Principales carreteras y autopistas
- U.S. Autopista 59
- U.S. Autopista 75
- Carretera estatal 1
- Carretera estatal 32
- Carretera estatal 89
- Carretera estatal 219
- Carretera estatal 220
- Carretera estatal 317

### Espacios protegidos
En este condado se encuentra el refugio nacional para la vida salvaje de Agassiz.

## Demografía
Según el censo del 2000 la renta per cápita media de los habitantes del condado era de 34.804 dólares y el ingreso medio de una familia era de 41.908 dólares. En el año 2000 los hombres tenían unos ingresos anuales de 30.051 dólares frente a los 20.600 dólares que percibían las mujeres. El ingreso por habitante era de 16.317 dólares y alrededor de un 9,80% de la población estaba bajo el umbral de pobreza nacional.

## Ciudades y pueblos
- Alvarado
- Argyle
- Grygla
- Holt
- Middle River
- Newfolden
- Oslo
- Stephen
- Strandquist
- Viking
- Warren

### Comunidades sin incorporar
- Gatzke
- Mud Lake